# Campionati europei di atletica leggera 2012 - Lancio del giavellotto maschile
Il lancio del giavellotto maschile ai Campionati europei di atletica leggera 2012 si è svolto il 27 e 28 giugno 2012 all'Olympiastadion di Helsinki.

## Programma
| Data           | Ora | Evento         |
| -------------- | --- | -------------- |
| 27 giugno 2014 |     | Qualificazione |
| 28 giugno 2014 |     | Finale         |

|Tutti gli orari sono indicati nell'ora locale (UTC+2)

## Podio
| Oro     | Vítězslav Veselý Rep. Ceca |
| Argento | Valerij Iordan Russia      |
| Bronzo  | Ari Mannio Finlandia       |

## Risultati

### Qualificazione
Qualificazione: si sono qualificati alla finele il lanciatori con misura superiore agli 83,00 metri (Q) o quelli con i 12 migliori risultati (q).
| Class.      | Gruppo | Atleta                 | Nazionalità          | #1    | #2    | #3    | Risultati | Note                                     |
| ----------- | ------ | ---------------------- | -------------------- | ----- | ----- | ----- | --------- | ---------------------------------------- |
| 1           | A      | Ari Mannio             | Finlandia            | 77.81 | 84.31 |       | 84.31     | Q,                                       |
| 2           | B      | Oleksandr Pyatnytsya   | Ucraina              | 82.37 | 81.66 | x     | 82.37     | q                                        |
| 3           | A      | Igor Janik             | Polonia              | 82.37 | x     | x     | 82.37     | q,                                       |
| 4           | B      | Valeriy Iordan         | Russia               | 82.32 | –     | –     | 82.32     | q,                                       |
| 5           | B      | Kim Amb                | Svezia               | 76.78 | 80.69 | –     | 80.69     | q                                        |
| 6           | B      | Tero Pitkämäki         | Finlandia            | 77.70 | 80.66 | –     | 80.66     | q                                        |
| 7           | B      | Tino Häber             | Germania             | 76.25 | 76.67 | 79.86 | 79.86     | q                                        |
| 8           | A      | Risto Mätas            | Estonia              | 79.34 | 77.03 | x     | 79.34     | q                                        |
| 9           | B      | Andreas Thorkildsen    | Norvegia             | 79.34 | –     | –     | 79.34     | q                                        |
| 10          | A      | Vítězslav Veselý       | Rep. Ceca            | x     | 78.45 | 79.09 | 79.09     | q                                        |
| 11          | A      | Paweł Rakoczy          | Polonia              | 79.02 | x     | x     | 79.02     | q                                        |
| 12          | A      | Gabriel Wallin         | Svezia               | 75.83 | 78.66 | 78.89 | 78.89     | q                                        |
| 13          | A      | Thomas Röhler          | Germania             | x     | 77.95 | 78.89 | 78.89     |                                          |
| 14          | A      | Fatih Avan             | Turchia              | 78.27 | x     | 78.31 | 78.31     |                                          |
| 15          | A      | Ainārs Kovals          | Lettonia             | x     | 76.32 | 71.33 | 76.32     |                                          |
| 16          | B      | Mark Frank             | Germania             | x     | 72.61 | 75.55 | 75.55     |                                          |
| 17          | B      | Bartosz Osewski        | Polonia              | 74.82 | 75.26 | x     | 75.26     |                                          |
| 18          | A      | Oleksandr Nychyporchuk | Ucraina              | 70.54 | 74.91 | 74.35 | 74.91     |                                          |
| 19          | A      | Marko Jänes            | Estonia              | 70.99 | 74.74 | 71.71 | 74.74     | Miglior prestazione personale stagionale |
| 20          | B      | Dejan Mileusnic        | Bosnia ed Erzegovina | 72.95 | 69.16 | 73.84 | 73.84     |                                          |
| 21          | A      | Melik Janoyan          | Armenia              | 69.40 | 66.20 | 72.59 | 72.59     |                                          |
| 22          | A      | Matija Kranjc          | Slovenia             | 72.49 | 70.67 | 70.18 | 72.49     |                                          |
| 23          | A      | Zigismunds Sirmais     | Lettonia             | x     | 71.02 | 72.42 | 72.42     |                                          |
| DQ          | A      | Yervásios Filippídis   | Grecia               | 69.34 | 72.39 | 70.98 | 72.39     | dq Doping                                |
| 24          | B      | Tanel Laanmäe          | Estonia              | 71.87 | x     | 68.94 | 71.87     |                                          |
| 25          | B      | Martin Benák           | Slovacchia           | 69.23 | 70.60 | 69.97 | 70.60     |                                          |
| 26          | B      | Petr Frydrych          | Rep. Ceca            | 68.31 | x     | 68.88 | 68.88     |                                          |
| Template:Hs | B      | Vadims Vasiļevskis     | Lettonia             | x     | x     | x     | nm        |                                          |
| Template:Hs | B      | Teemu Wirkkala         | Finlandia            | x     | –     | –     | nm        |                                          |

### Finale
| Class.  | Atleta               | Nazionalità | #1    | #2    | #3    | #4    | #5    | #6    | Risultati | Note                          |
| ------- | -------------------- | ----------- | ----- | ----- | ----- | ----- | ----- | ----- | --------- | ----------------------------- |
| Oro     | Vítězslav Veselý     | Rep. Ceca   | 74.04 | 83.72 | 74.63 | 78.61 | 83.51 | 77.64 | 83.72     |                               |
| Argento | Valeriy Iordan       | Russia      | 83.23 | x     | 79.92 | –     | –     | 74.63 | 83.23     | Miglior prestazione personale |
| Bronzo  | Ari Mannio           | Finlandia   | 75.93 | 82.17 | x     | 82.63 | x     | 79.04 | 82.63     |                               |
| 4       | Andreas Thorkildsen  | Norvegia    | 81.55 | 78.12 | 77.07 | –     | –     | –     | 81.55     |                               |
| 5       | Oleksandr Pyatnytsya | Ucraina     | 81.41 | x     | 78.81 | 80.73 | 80.10 | 77.25 | 81.41     |                               |
| 6       | Igor Janik           | Polonia     | 79.58 | 81.21 | x     | x     | 79.04 | x     | 81.21     |                               |
| 7       | Kim Amb              | Svezia      | 77.30 | 79.03 | 73.39 | 67.35 | –     | –     | 79.03     |                               |
| 8       | Gabriel Wallin       | Svezia      | 71.76 | 77.18 | 74.61 | 73.26 | 74.43 | 76.42 | 77.18     |                               |
| 9       | Tino Häber           | Germania    | 71.87 | 76.11 | 74.25 |       |       |       | 76.11     |                               |
| 10      | Risto Mätas          | Estonia     | 75.85 | 72.92 | 74.48 |       |       |       | 75.85     |                               |
| 11      | Tero Pitkämäki       | Finlandia   | 74.89 | x     | 74.10 |       |       |       | 74.89     |                               |
| 12      | Paweł Rakoczy        | Polonia     | x     | 70.93 | x     |       |       |       | 70.93     |                               |